# Шахта «Північна» (Торецьк)
ДП Шахта «Північна» (колишня назва імені Ворошилова) входить до ВО «Торецьквугілля».
Історична шахта. Стала до ладу у 1901 р. Фактичний видобуток 1512/581 т/добу (1990/1999). У 2003 р. видобуто 228 тис.т вугілля.
Максимальна глибина 1160 (1999), готується гор. 1270 м. Протяжність підземних виробок 51,3/26,03 км (1990/1999). Розробляється 5 пластів (1999) потужністю 0,69-1,22 м, кути падіння 50-55°.
Серед цих пластів 2 небезпечні за раптовими викидами, 2 — схильні до самозаймання. Всі пласти небезпечні за вибухом вугільного пилу. Кількість очисних вибоїв 11/6, підготовчих 26/17 (1990/1999).
За результатами розробленого інститутом «Південнгіпрошахт» техніко-економічного обґрунтування недоцільності подальшої роботи шахти «Північна» Міністерством енергетики та вугільної промисловості України прийняте рішення щодо її ліквідації.
З 1 січня 2017 року шахта припинила роботу по видобутку вугілля, була переведена у режим водовідливу та веде роботу по погашенню вугільного видобутку.
Кількість працюючих: 2957/1926 осіб, в тому числі підземних 2143/1297 осіб (1990/1999).
Адреса: 85281, м. Торецьк, смт. Кірове, Донецької обл.

## Персоналії
- Гриньов Микола Герасимович — забійник, Герой України.